# Ledovoe
Ledovoe är en sjö i Antarktis. Den ligger i Östantarktis. Australien gör anspråk på området. Ledovoe ligger 187 meter över havet.